# Воскресенська Людмила Володимирівна
Людми́ла Володи́мирівна Воскресе́нська (рос. Воскресенская Людмила Владимировна; нар. 13 вересня 1930, Алмати — пом. 9 червня 2016, Москва) — радянська і російська артистка балету, балетмейстерка. Головна балетмейстерка Дніпропетровського театру опери та балету 1974—1988 років. Заслужена артистка РРФСР (1969).

## Життєпис
1948 — закінчила Алма-Атинське хореографічне училище.
1955 — закінчила балетмейстерське відділення Московського театрального інституту.
1948—1950 — артистка Казахського академічного театру опери та балету.
1955—1958 — балетмейстерка Молдовського академічного театру опери та балету.
1959—1960 — балетмейстерка Ансамблю народного танцю Молдови «Жок».
1961—1964 — головна балетмейстерка Туркменського театру опери та балету.
1964—1973 — головна балетмейстерка Челябінського театру опери та балету.
В названих театрах поставила балети «Вальпургієва ніч», «Франческа да Ріміні», «Лікар Айболить», «Пер Гюнт», «Попелюшка», «Лускунчик», «Корсар», «Собор Паризької Богоматері» та ін.
1974 року взяла участь у створенні балетної трупи Дніпропетровського театру опери та балету (ДАТОБ). 1974—1988 років — головний балетмейстер цього театру.
Пішла з життя 9 червня 2016 року в Москві.

## Постановки в ДАТОБ
- 1974 — «Бахчисарайський фонтан» Б. Асаф'єва
- 1975 — «Болеро» Моріса Равеля
- 1975 — «Спартак» А. Хачатуряна
- 1976 — «Лускунчик» П. Чайковського
- 1978 — «Баришня і хуліган» Д. Шостаковича
- 1979 — «Легенда про любов» Аріфа Мелікова
- 1982 — «Асель» В. Власова
- 1982 — «Тисяча й одна ніч» Фікрета Амірова
- 1983 — «Лікар Айболить» І. Морозова
- 1986 — «Ромео і Джульєтта» С. Прокоф'єва
- 1987 — «Франческа да Ріміні» Б. Асаф'єва

## Постановки в Одеському АТОБ
- 1975 — «Есмеральда» Цезаря Пуньї